# Coppa del mondo di arrampicata 2006
La Coppa del mondo di arrampicata 2006 si è disputata dal 17 marzo al 18 novembre, nelle tre specialità lead, boulder e speed.

## Classifica maschile

### Generale
| Pos. | Atleta            |
| ---- | ----------------- |
| 1    | Tomás Mrázek      |
| 2    | David Lama        |
| 3    | Kilian Fischhuber |

### Lead
| Pos.                                                                        | Atleta                   | BEL      | GER      | FRA     | CHN         | SIN | MAS | ESP | CHN | ITA | SLO | Punti |
| --------------------------------------------------------------------------- | ------------------------ | -------- | -------- | ------- | ----------- | --- | --- | --- | --- | --- | --- | ----- |
| 1                                                                           | Patxi Usobiaga Lakunza   | 24       | 12       | 2       | 5           | 2   | 3   | 1   | 2   | 2   | 4   | 619   |
| 2                                                                           | David Lama               | 2        | 1        | 9       |             | 9   |     | 6   | 6   | 1   | 1   | 548   |
| 3                                                                           | Flavio Crespi            | 1        | 8        | 7       | 4           | 4   | 4   | 2   | 8   | 3   | 13  | 533   |
| 3                                                                           | Tomás Mrázek             | 3        | 4        | 5       | 3           | 10  | 6   | 5   | 1   | 3   | 13  | 533   |
| 5                                                                           | Ramón Julián Puigblanque | 7        | 22       | 6       | 1           | 1   | 20  | 4   | 4   | 3   | 5   | 528   |
| 6                                                                           | Jorg Verhoeven           | 4        | 3        | 4       | 2           |     | 9   | 3   | 4   | 6   | 3   | 524   |
| 7                                                                           | Eduard Marin Garcia      | 12       | 16       | 1       | 7           | 3   | 8   | 12  | 3   | 8   | 7   | 452   |
| 8                                                                           | Cédric Lachat            | 6        | 13       | 3       | 10          | 5   |     | 8   |     | 7   | 2   | 386   |
| 9                                                                           | Sylvain Millet           | 10       | 2        | 21      | 8           | 6   | 11  | 10  | 10  | 11  | 13  | 357   |
| 10                                                                          | Daniel Winkler           | 9        | 14       | 14      | 6           | 13  | 2   | 16  |     | 14  | 10  | 316   |
| \| Legenda \| 1º posto \| 2º posto \| 3º posto \| A punti \| Senza punti \| |                          |          |          |         |             |     |     |     |     |     |     |       |
| Legenda                                                                     | 1º posto                 | 2º posto | 3º posto | A punti | Senza punti |     |     |     |     |     |     |       |

### Boulder
| Pos.                                                                        | Atleta            | GBR      | BUL      | ITA     | SUI         | ITA | AUT | RUS | Punti |
| --------------------------------------------------------------------------- | ----------------- | -------- | -------- | ------- | ----------- | --- | --- | --- | ----- |
| 1                                                                           | Jérôme Meyer      | 1        | 3        | 2       | 1           | 1   | 2   | 8   | 525   |
| 2                                                                           | Kilian Fischhuber | 2        | 1        | 4       | 3           | 2   | 3   | 1   | 490   |
| 3                                                                           | Gérome Pouvreau   | 7        | 9        | 1       | 10          | 4   | 9   |     | 306   |
| 4                                                                           | Christian Core    | 3        | 10       | 7       | 5           | 7   | 11  | 6   | 283   |
| 5                                                                           | Loïc Gaidioz      | 4        | 4        | 9       | 2           | 10  | 16  | 16  | 281   |
| 6                                                                           | Tomás Mrázek      |          |          | 3       | 7           | 3   | 4   | 5   | 279   |
| 7                                                                           | Stephane Julien   | 5        | 23       | 8       | 19          | 5   | 8   | 10  | 230   |
| 8                                                                           | Tomasz Oleksy     | 26       | 7        | 5       | 14          | 19  | 15  | 3   | 219   |
| 9                                                                           | Andrew Earl       | 6        | 12       | 31      | 9           | 8   | 13  | 14  | 202   |
| 10                                                                          | Matthias Müller   | 8        | 2        | 18      | 17          |     |     | 24  | 161   |
| \| Legenda \| 1º posto \| 2º posto \| 3º posto \| A punti \| Senza punti \| |                   |          |          |         |             |     |     |     |       |
| Legenda                                                                     | 1º posto          | 2º posto | 3º posto | A punti | Senza punti |     |     |     |       |

### Speed
| Pos.                                                                        | Atleta                 | BUL      | GER      | FRA     | ITA         | SIN | MAS | CHN | RUS | Punti |
| --------------------------------------------------------------------------- | ---------------------- | -------- | -------- | ------- | ----------- | --- | --- | --- | --- | ----- |
| 1                                                                           | Evgenii Vaitcekhovskii | 3        | 1        | 1       | 2           | 1   | 1   | 8   |     | 585   |
| 2                                                                           | Sergey Sinitsyn        | 1        | 2        | 4       | 1           |     |     | 1   | 2   | 515   |
| 3                                                                           | Alexander Peshekhonov  | 2        | 3        | 2       | 3           | 11  | 7   | 5   | 8   | 424   |
| 4                                                                           | Manuel Escobar         |          |          | 8       | 6           | 9   | 5   | 9   | 1   | 312   |
| 5                                                                           | Tomasz Oleksy          | 10       | 4        | 7       | 4           |     |     | 7   | 10  | 264   |
| 6                                                                           | Alexander Kosterin     | 4        |          | 3       | 8           | 6   | 12  |     |     | 235   |
| 7                                                                           | Nestor Carvajal        |          |          | 11      | 11          | 15  | 6   | 10  | 15  | 187   |
| 8                                                                           | Csaba Komondi          | 11       | 7        | 12      |             | 7   | 8   |     |     | 185   |
| 9                                                                           | Libor Hroza            | 12       | 6        | 5       | 5           |     |     |     |     | 177   |
| 10                                                                          | Erianto Rozak          |          |          |         |             | 2   | 2   |     |     | 160   |
| \| Legenda \| 1º posto \| 2º posto \| 3º posto \| A punti \| Senza punti \| |                        |          |          |         |             |     |     |     |     |       |
| Legenda                                                                     | 1º posto               | 2º posto | 3º posto | A punti | Senza punti |     |     |     |     |       |

## Classifica femminile

### Generale
| Pos. | Atleta        |
| ---- | ------------- |
| 1    | Angela Eiter  |
| 2    | Natalija Gros |
| 3    | Maja Vidmar   |

### Lead
| Pos.                                                                        | Atleta              | BEL      | GER      | FRA     | CHN         | SIN | MAS | ESP | CHN | ITA | SLO | Punti |
| --------------------------------------------------------------------------- | ------------------- | -------- | -------- | ------- | ----------- | --- | --- | --- | --- | --- | --- | ----- |
| 1                                                                           | Angela Eiter        | 1        | 1        | 1       | 1           | 1   | 3   | 1   | 9   | 1   | 2   | 845   |
| 2                                                                           | Sandrine Levet      | 2        | 2        | 7       | 3           | 4   | 1   | 4   | 1   | 3   | 4   | 655   |
| 3                                                                           | Caroline Ciavaldini | 2        | 6        | 2       | 7           | 3   | 5   | 6   | 2   | 2   | 10  | 573   |
| 4                                                                           | Maja Vidmar         | 6        | 13       | 6       | 3           | 2   | 4   | 3   | 5   | 5   | 1   | 561   |
| 5                                                                           | Natalija Gros       | 8        | 4        | 3       | 3           | 6   | 2   | 2   | 6   | 4   | 3   | 559   |
| 6                                                                           | Mina Markovic       | 9        | 9        | 27      | 2           | 7   | 7   | 20  | 3   | 6   | 7   | 407   |
| 7                                                                           | Charlotte Durif     | 5        | 8        | 5       | 6           | 12  | 6   | 8   | 8   | 22  | 5   | 395   |
| 8                                                                           | Barbara Bacher      | 15       | 22       | 4       | 8           | 8   | 10  | 9   | 11  | 13  | 14  | 309   |
| 9                                                                           | Yuka Kobayashi      |          | 11       | 13      |             | 11  | 11  | 5   | 7   | 14  |     | 237   |
| 10                                                                          | Lucka Franko        |          | 17       | 27      | 10          | 9   |     | 21  | 10  | 6   | 8   | 224   |
| \| Legenda \| 1º posto \| 2º posto \| 3º posto \| A punti \| Senza punti \| |                     |          |          |         |             |     |     |     |     |     |     |       |
| Legenda                                                                     | 1º posto            | 2º posto | 3º posto | A punti | Senza punti |     |     |     |     |     |     |       |

### Boulder
| Pos.                                                                        | Atleta          | GBR      | BUL      | ITA     | SUI         | ITA | AUT | RUS | Punti |
| --------------------------------------------------------------------------- | --------------- | -------- | -------- | ------- | ----------- | --- | --- | --- | ----- |
| 1                                                                           | Olga Bibik      | 1        | 1        | 2       | 13          | 9   | 1   | 4   | 472   |
| 2                                                                           | Juliette Danion | 3        | 4        | 1       | 14          | 1   | 3   | 26  | 409   |
| 3                                                                           | Anna Stöhr      | 4        | 3        |         | 1           | 2   | 4   | 11  | 386   |
| 4                                                                           | Yulia Abramchuk | 10       | 6        |         | 4           | 3   | 2   | 1   | 381   |
| 5                                                                           | Emilie Abgrall  | 2        |          | 10      | 2           | 4   | 12  | 27  | 281   |
| 6                                                                           | Chloé Graftiaux | 5        | 16       | 6       | 11          | 5   | 5   | 14  | 255   |
| 7                                                                           | Mélanie Son     | 8        | 14       | 4       | 9           | 7   | 8   | 22  | 239   |
| 8                                                                           | Anja Hodann     | 9        | 9        | 17      | 3           | 19  | 7   | 23  | 214   |
| 9                                                                           | Barbara Bacher  | 7        | 8        | 11      | 8           | 15  | 13  | 13  | 206   |
| 10                                                                          | Olga Shalagina  |          | 2        |         |             |     |     | 2   | 160   |
| \| Legenda \| 1º posto \| 2º posto \| 3º posto \| A punti \| Senza punti \| |                 |          |          |         |             |     |     |     |       |
| Legenda                                                                     | 1º posto        | 2º posto | 3º posto | A punti | Senza punti |     |     |     |       |

### Speed
| Pos.                                                                        | Atleta            | BUL      | GER      | FRA     | ITA         | SIN | MAS | CHN | RUS | Punti |
| --------------------------------------------------------------------------- | ----------------- | -------- | -------- | ------- | ----------- | --- | --- | --- | --- | ----- |
| 1                                                                           | Tatiana Ruyga     | 2        | 2        | 1       | 3           | 8   | 2   | 4   | 1   | 560   |
| 2                                                                           | Valentina Yurina  | 5        | 4        | 3       | 1           | 3   | 1   | 10  | 3   | 501   |
| 3                                                                           | Anna Stenkovaya   | 1        | 3        | 4       |             |     |     | 2   | 5   | 351   |
| 4                                                                           | Olena Ryepko      | 3        | 1        |         | 2           |     |     |     | 4   | 300   |
| 5                                                                           | Francis Rodriguez |          |          | 5       | 4           | 2   | 6   | 12  | 12  | 289   |
| 6                                                                           | Edyta Ropek       | 6        | 5        | 7       | 5           |     |     | 8   |     | 232   |
| 7                                                                           | Lai-Sho Cheng     |          |          |         |             | 12  | 5   | 1   |     | 179   |
| 8                                                                           | Lucelia Blanco    |          |          | 10      | 7           | 5   | 7   |     |     | 171   |
| 9                                                                           | Evi Neliwati      |          |          |         |             | 1   | 3   |     |     | 165   |
| 10                                                                          | Yana Malkova      |          |          |         |             |     |     | 3   | 2   | 145   |
| \| Legenda \| 1º posto \| 2º posto \| 3º posto \| A punti \| Senza punti \| |                   |          |          |         |             |     |     |     |     |       |
| Legenda                                                                     | 1º posto          | 2º posto | 3º posto | A punti | Senza punti |     |     |     |     |       |